# Онајда (Тенеси)
Онајда (енгл. Oneida) град је у америчкој савезној држави Тенеси.

## Демографија
По попису из 2010. године број становника је 3.752, што је 137 (3,8%) становника више него 2000. године.
| Група             | 2000.         | 2010.         |
| Белци             | 3.553 (98,3%) | 3.655 (97,4%) |
| Афроамериканци    | 1 (0,0%)      | 0 (0,0%)      |
| Азијати           | 14 (0,4%)     | 8 (0,2%)      |
| Хиспаноамериканци | 11 (0,3%)     | 33 (0,9%)     |
| Укупно            | 3.615         | 3.752         |